# Liverpool Football Club 1999-2000
Questa voce raccoglie le informazioni riguardanti il Liverpool Football Club nelle competizioni ufficiali della stagione 1999-2000

## Maglie e sponsor
Lo sponsor tecnico per la stagione 1999-2000 è Reebok, mentre lo sponsor ufficiale è Carlsberg.
| Manica sinistra · Manica sinistra · Maglietta · Maglietta · Manica destra · Manica destra · Pantaloncini · Pantaloncini · Calzettoni | Manica sinistra · Maglietta · Maglietta · Manica destra · Pantaloncini · Calzettoni · Calzettoni | Manica sinistra · Manica sinistra · Maglietta · Maglietta · Manica destra · Manica destra · Pantaloncini · Pantaloncini · Calzettoni · Calzettoni |  |

## Rosa
| N. |                        | Ruolo | Calciatore        |
| -- | ---------------------- | ----- | ----------------- |
| 1  | Paesi Bassi (bandiera) | P     | Sander Westerveld |
| 2  | Svizzera (bandiera)    | D     | Stéphane Henchoz  |
| 3  | Norvegia (bandiera)    | D     | Bjørn Tore Kvarme |
| 4  | Camerun (bandiera)     | D     | Rigobert Song     |
| 5  | Irlanda (bandiera)     | D     | Steve Staunton    |
| 7  | Rep. Ceca (bandiera)   | C     | Vladimír Šmicer   |
| 8  | Inghilterra (bandiera) | A     | Emile Heskey      |
| 9  | Inghilterra (bandiera) | A     | Robbie Fowler     |
| 10 | Inghilterra (bandiera) | A     | Michael Owen      |
| 11 | Inghilterra (bandiera) | C     | Jamie Redknapp    |
| 12 | Finlandia (bandiera)   | D     | Sami Hyypiä       |
| 13 | Germania (bandiera)    | A     | Karl-Heinz Riedle |
| 14 | Norvegia (bandiera)    | C     | Vegard Heggem     |
| 15 | Rep. Ceca (bandiera)   | C     | Patrik Berger     |
| 16 | Germania (bandiera)    | C     | Dietmar Hamann    |
| 18 | Paesi Bassi (bandiera) | A     | Erik Meijer       |

| N. |                        | Ruolo | Calciatore           |
| -- | ---------------------- | ----- | -------------------- |
| 19 | Stati Uniti (bandiera) | P     | Brad Friedel         |
| 20 | Norvegia (bandiera)    | D     | Stig Inge Bjørnebye  |
| 21 | Inghilterra (bandiera) | D     | Dominic Matteo       |
| 22 | Guinea (bandiera)      | A     | Titi Camara          |
| 23 | Inghilterra (bandiera) | D     | Jamie Carragher      |
| 24 | Inghilterra (bandiera) | C     | Danny Murphy         |
| 25 | Inghilterra (bandiera) | C     | David Thompson       |
| 26 | Danimarca (bandiera)   | P     | Jørgen Nielsen       |
| 27 | Islanda (bandiera)     | C     | Haukur Ingi Guðnason |
| 28 | Inghilterra (bandiera) | C     | Steven Gerrard       |
| 29 | Inghilterra (bandiera) | D     | Stephen Wright       |
| 30 | Francia (bandiera)     | D     | Djimi Traoré         |
| 31 | Norvegia (bandiera)    | D     | Frode Kippe          |
| 32 | Irlanda (bandiera)     | C     | Richie Partridge     |
| 33 | Inghilterra (bandiera) | A     | Jon Newby            |
| 34 | Galles (bandiera)      | C     | Leyton Maxwell       |